# Головков, Владимир Георгиевич
Владимир Георгиевич Головков (род. 28 июля 1960) — советский и латвийский хоккеист, нападающий. Мастер спорта СССР. Тренер.

## Биография
Выпускник 27-й средней школы. Первый тренер — Зигвард Салцевич. В первенстве СССР играл за клубы «Латвияс Берзс» Рига (1977/78 — 1978/79, 1985/85), «Динамо» Рига (1979/80 — 1983/84), «Ижсталь» Устинов/Ижевск (1984/85 — 1987/88). Завершил карьеру в 28 лет, но затем играл в клубах первенства Латвии «Сауриеши» (1991/92), «РТУ-Ханза» (1993/94 — 1994/95, 1996/97), «Альянс» (1995/96), «Лидо Нафта» (2000/01).
Работал тренером в одной из детских команд Юрмалы с командой 1999 года рождения. В 2011 году стал работать в «Динамо» Рига главным тренером школы по приглашению Райтиса Бикше.
Главный тренер женской сборной Латвии (2012—2014) и женского хоккейного клуба «Лайма» (2013—2014).
Серебряный призёр чемпионата Европы среди юниорских команд 1978. Двукратный чемпион мира среди молодёжных команд (1979, 1980).
Сын Георгий (род. 1995) также хоккеист.